# Motobécane
Motobécane fue un fabricante francés de bicicletas, ciclomotores, motocicletas y otros vehículos pequeños, establecido en 1923. «Motobécane» es un compuesto de «moto», abreviatura de motocicleta, y bécane, argot para «bicicleta».
Motobécane es una corporación diferente de Motobecane USA, que importa una amplia gama de bicicletas de Taiwán fabricadas por Kinesis Industry Co. Ltd. bajo el nombre de Motobecane marca registrada.
El ciclista español Luis Ocaña ganó el Tour de Francia 1973 con una Motobecane.
En 1981, la Motobécane original se declaró en bancarrota y fue comprada por Yamaha y reformada en 1984 como MBK. La compañía francesa continúa haciendo motonetas. También hicieron cortacéspedes hasta 1981.

## Motocicletas

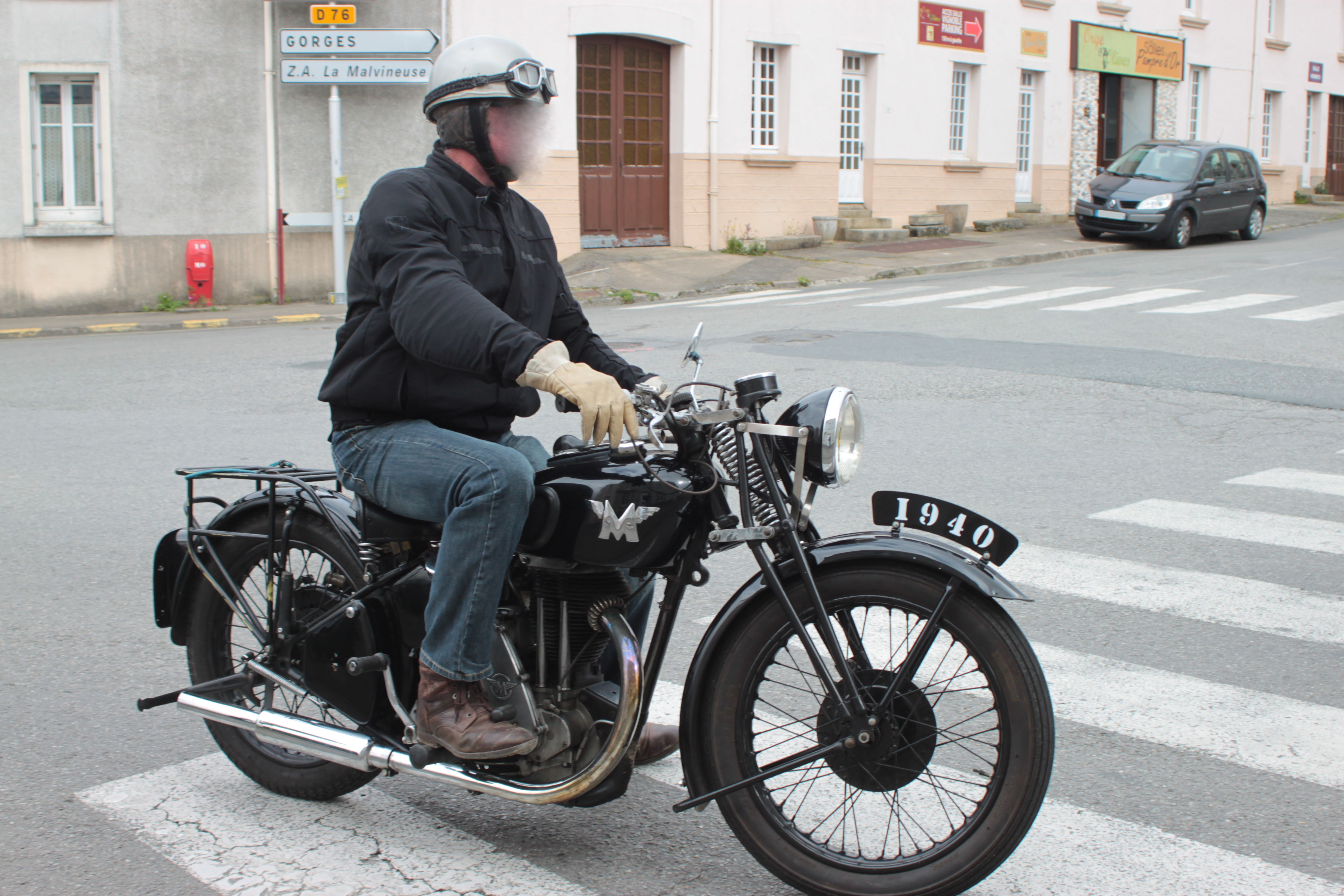

Durante muchos años, Motobécane fue el mayor fabricante de motocicletas de Francia. Charles Benoit y Abel Bardin se unieron en 1922 y diseñaron su primera motocicleta en 1923, un monocilindro dos tiempos-bicicleta con motor. En la década de 1930, Motobécane producía una gama de motocicletas de mayor venta. En 1933, produjeron su primera máquina de cuatro tiempos con capacidad de 250 cc (centímetros cúbicos). Durante la década de 1930, fabricaron una motocicleta longitudinal de transmisión por eje de motor en línea cuatro en 500 y 750 cc. Durante este período, la empresa participó en competiciones de velocidad y ganó la carrera de resistencia Bol d'Or.
Después de la Segunda Guerra Mundial produjeron la motocicleta D45 de un solo cilindro que llenaba la necesidad de transporte barato. El sucesor fue el Z46, equipado con suspensión moderna. Al igual que muchos fabricantes europeos de motocicletas, la década de 1960 resultó difícil para Motobécane ya que los automóviles se volvieron más asequibles. Como resultado, las ventas disminuyeron. La llegada de motocicletas baratas y eficientes japonesas también perjudicó a las ventas. Continuaron produciendo motocicletas bicilíndricas de 125 cc durante la década de 1970, así como un pequeño número de motos de dos tiempos, tres cilindros para 350 cc y 500 cc.
Por un tiempo a fines de la década de 1970 y principios de la década de 1980, la compañía compitió en Campeonato Mundial de Motociclismo y obtuvo varias victorias en la clase de 125 cc y terminó segundo en en la general de 125 cc de 1980.

## Bicicletas

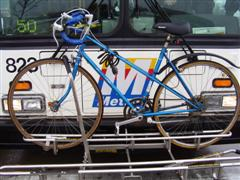

Motobécane fue un importante fabricante en la industria francesa de la bicicleta. Motobécane es conocido por diseñar bicicletas de montaña muy livianas. Motobécane fue el primer fabricante francés en comenzar a utilizar piezas japonesas a fines de la década de 1970. Este fue un movimiento muy bueno por su parte, porque en ese momento los desviadores y juegos de bielas japoneses eran mucho mejores que los diseños franceses más antiguos comunes en las velocidades de 10 velocidades de precio medio. El cambio se debió en gran medida a la influencia de su importador estadounidense, Ben Lawee. Los cuadros de las bicicletas de media a alta de Motobécane eran típicamente doble tope acero con carga hechos de Vitus o Reynolds 531 tubos de acero de molibdeno/manganeso con Nervex orejetas. A diferencia de la mayoría de los fabricantes franceses de la época, Motobécane usó los soportes inferiores de hilo suizo para la mayoría de los modelos. Motobécane terminó sus cuadros con pintura hermosa y de alta calidad, una práctica que no se sigue con frecuencia en la industria francesa. Considerada la segunda bicicleta francesa más prestigiosa (después de Peugeot, cuyo diseño más duradero emulaba, pero por delante de Gitane), las bicicletas de gama media de Motobécane tenían un buen valor; la compañía mantuvo los precios razonables al combinar cuadros de alta calidad con componentes de Japón de menor precio pero de mayor calidad, en un momento en que los competidores colocaban componentes franceses de menor precio y mayor calidad en bicicletas de gama media. Las bicicletas de Motobécane incluyeron Nomade, Mirage, Super Mirage, Super Touring, Grand Touring, Sprint, Super Sprint, Jubilee Sport, Grand Record, Le Champion y Team Champion.
Además de las bicicletas con cuadro estándar, Motobécane produjo versiones mixtas; el cuadro mixto Grand Touring tenía dos soporte laterales en lugar de un tubo superior, que se extiende desde el tubo de dirección al tubo de asiento, mientras que el Super Touring y el Grand Jubilé tenían un solo tubo superior que se inclinaba hacia el tubo del asiento, pero divergían en soportes laterales gemelos justo antes del tubo del asiento. Los modelos mixtos Grand Touring posteriores también utilizaron este diseño. Motobécane también produjo una bicicleta tándem.
A principios de los años 80, Motobécane lanzó una nueva gama de bicicletas con el nombre «Profil». Estas bicicletas se fabricaron con tubos 2040 y este se había «ovalado» o se había formado una forma de lágrima para ayudar a la aerodinámica (supuestamente una de las primeras bicicletas diseñadas en un túnel de viento). Incluyeron algunos cables ocultos a través del tubo superior y el uso completo de los componentes del hacha Adamax 600 de Shimano que habían sido diseñados específicamente para la aerodinámica.
Las bicicletas francesas antes de 1980 solían utilizar soportes inferiores con rosca francesa (ahora es difícil encontrar piezas de repuesto). Los corchetes franceses, como los italianos, usaban roscado a la derecha en las copas fijas, haciéndolas sujetas a aflojamiento por precesión. Motobécane rompió filas con la mayoría de los otros fabricantes franceses a mediados de los años 70, utilizando soportes inferiores con rosca suiza (también es difícil encontrar piezas de repuesto por ahora). Los corchetes suizos eran idénticos a los franceses, salvo que las copas fijas tenían rosca inversa (como las inglesas), lo que las hacía inmunes al aflojamiento por precesión.
Además, los auriculares franceses tienen un tamaño y una rosca ligeramente diferentes de los auriculares ingleses más comunes.
El nombre Motobécane también se usa para las bicicletas actuales de fabricación taiwanesa. Estos vehículos no guardan relación con las bicicletas francesas más antiguas, aparte del nombre.

## Ciclomotores motorizados

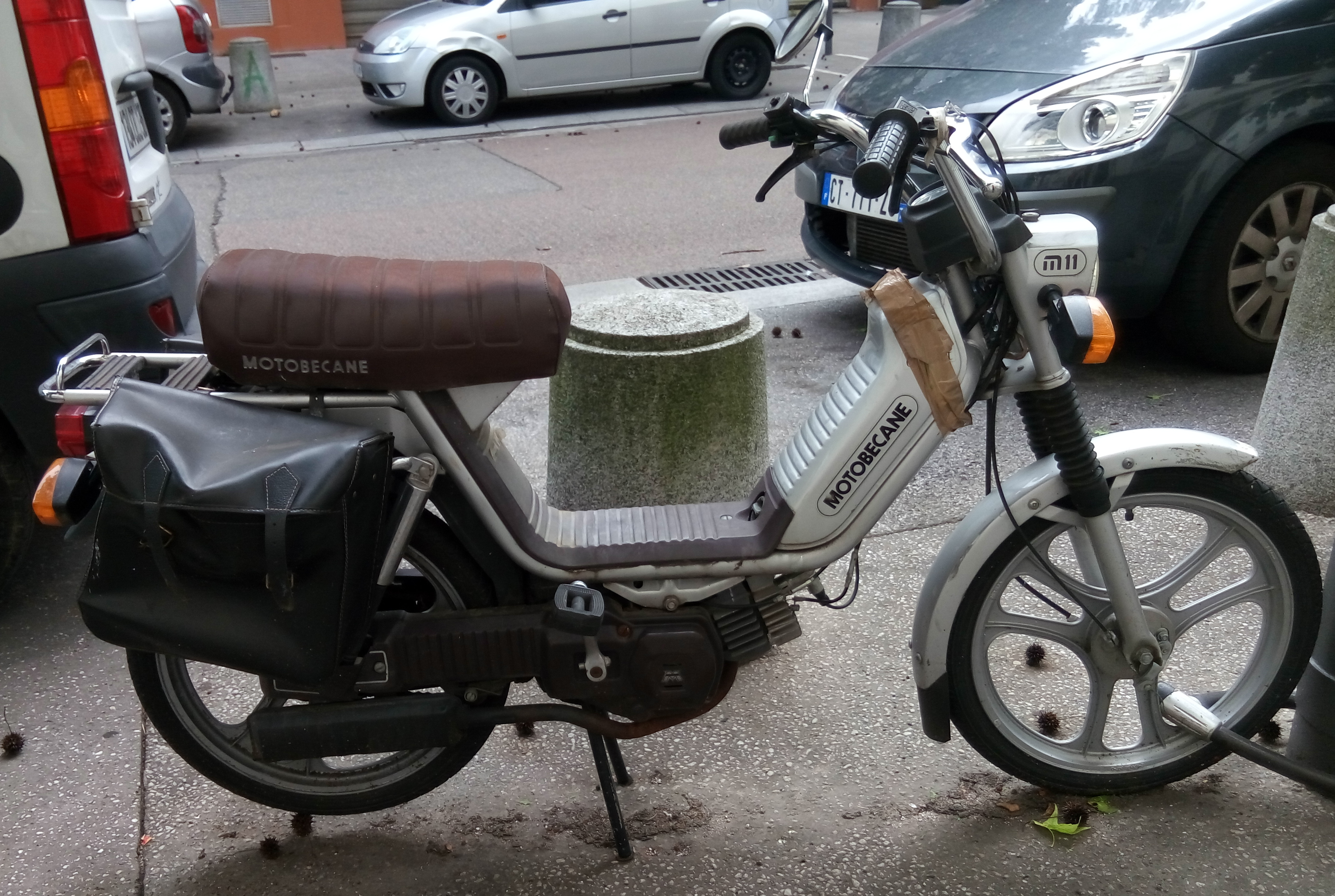

Motobécane introdujo un ciclomotor, el Mobylette, en 1949. En los siguientes 48 años, Motobécane fabricó 14 millones de Mobylettes. En India, el mismo modelo fue fabricado bajo licencia por Mopeds India Ltd bajo el nombre de Suvega. En el Reino Unido, Raleigh fabricó Mobylettes bajo licencia de Motobécane como la serie «RM» desde 1960 hasta 1971. A fines de la década de 1960, estos ciclomotores «Raleigh» representaban el 38 % de las ventas de ciclomotores en el Reino Unido. El minorista estadounidense Montgomery Ward importó ciclomotores Motobécane y los vendió a través de su catálogo bajo la marca de importación cautiva Riverside.
Las motocicletas hasta la versión v40 sin amortiguadores hace, tenían una velocidad máxima de 25 km/h y estaban limitadas a 0.23 kW. Después de esta serie y a partir de 1961, con el uso de piezas japonesas y la adición de suspensión trasera, nació el Modelo V50 y superior, capaz de alcanzar una velocidad de 45 km/h y con una potencia de 1.2 kW.
En 1978, el canadiense Walter Muma recorrió 50V 11 500 millas en un viaje de 3 meses que comenzó en Toronto, lo llevó a Alaska y regresó a Toronto.
Después de ser adquirido por Yamaha, MBK continuó produciendo ciclomotores, convirtiéndose en una fuerza en las carreras de ciclomotores franceses.

## Automóviles
En 1942, en respuesta a la desaparición de los suministros de combustible civil, los directores instruyeron a un ingeniero llamado Éric Jaulmes para que estudiara la posibilidad de producir un automóvil de dos plazas para competir con el Velocar. El resultado fue un coche de pedales de tres ruedas. La potencia del pedal alcanzó la rueda trasera individual a través de una cadena y un sistema de 8 velocidades engranaje estilo ciclo. El énfasis estaba en la reducción de peso, y el vehículo pesaba poco más de 30 kg, de los cuales aproximadamente 28 kg correspondían a componentes mecánicos y solo 4 kg por el cuerpo de estilo de pastilla de metal ligero. Se presentó una sola aleta central en la parte trasera del cuerpo no por razones aerodinámicas sino para acomodar la rueda trasera.
Durante las décadas de 1950 y 1960, el uso y la propiedad de automóviles en Francia crecieron constantemente, y gran parte de este crecimiento se produjo a expensas de los productores de motocicletas. Fotografías de lentes largas que aparecieron en L'Auto-Journal en diciembre de 1961 mostraron los resultados de un serio proyecto de Motobécane para defenderse mediante el desarrollo de un pequeño automóvil de formato «cuatriciclo».
Una de las imágenes mostraba el prototipo de Motobécane en un bulevar cerca de la planta de la compañía y la Porte de Valette siendo adelantada por un Renault 4CV: el pequeño Renault parecía inusualmente grande y el Motobécane, colocado entre el Renault y un autobús de París, parecía apenas más grande que el coche de pedales de un niño. De hecho, el prototipo tenía 2730 mm de largo y 1180 mm de ancho, lo que era suficiente para acomodar a dos personas una al lado de la otra en un pequeño y elegante cuerpo cuadrado: desde el lado, a primera vista, era difícil saber qué extremo era cuál: sin embargo, las secciones recortadas en cada lado cubiertas con una «puerta» de tela de color oscuro estaban en ángulo hacia la parte delantera del automóvil.
Aunque el fabricante no estaba familiarizado con la tecnología del automóvil, se alegraron de incorporar al diseño una forma de transmisión innovadora infinitamente variable que unos años más tarde se convirtió en una característica definitoria de coches DAF.
La potencia provenía de un motor de dos tiempos de 125 cc instalado en un ángulo de 7 grados desde la vertical para mantener el capó / capó delantero plano lo suficientemente bajo como para que el parabrisas se pueda plegar hacia adelante sobre él de la manera tradicional Jeep. Las conexiones de la motocicleta del prototipo eran evidentes a partir de las grandes ruedas de radios que podrían no haber sobrevivido en una versión de producción del automóvil.
Se diseñaron tanto un microcoche «KM2» de dos plazas como una microván «KM2U». En estos casos, sin embargo, ninguno pasó más allá de la etapa de prototipo.

## Motonetas
Bajo el nombre MBK, la compañía continúa fabricando motonetas para el mercado Europa.